# Оптимистичка трагедија
„Оптимистичка трагедија” је југословенски ТВ филм из 1967. године. Режирао га је Здравко Шотра а сценарио је написао Всеволод Вишневски.

## Улоге
| Глумац                 | Улога                   |
| ---------------------- | ----------------------- |
| Петар Банићевић        |                         |
| Маја Димитријевић      |                         |
| Ђорђе Јелисић          |                         |
| Бранислав Цига Јеринић | (kao Бранислав Јеринић) |
| Растислав Јовић        |                         |
| Воја Мирић             |                         |
| Ратко Сарић            |                         |